# Veria-Stadion
Das Veria-Stadion (griechisch Στάδιο Βέροιας, voller Name Δημοτικό Στάδιο Βέροιας, deutsch Städtisches Stadion Veria) ist ein Fußballstadion mit Leichtathletikanlage in der griechischen Stadt Veria. Es wird hauptsächlich für Fußballspiele genutzt und dient seit 1960 als Spielstätte des lokalen Fußballvereins Veria FC.

## Daten
Das Stadion wurde 1925 von Mitgliedern des Musik- und Sportverbandes GMS Megas Alexandros gebaut und seitdem mehrfach renoviert und umgebaut, meist um die Zuschauerkapazität zu verändern. Zurzeit fasst das Stadion 7.000 Zuschauer. Es liegt etwa 1,5 Kilometer nördlich des Stadtzentrums am Rande der Stadt Veria.

## Renovierungen und Umbauten
1997 hat der Fußballverein Veria FC in Zusammenarbeit mit der Stadtverwaltung von Veria ein Dach über der Westtribüne gebaut, im Jahr 1998 folgte die Installation einer elektrischen Anzeigetafel. 2005 wurde im Stadion eine Flutlichtanlage eingerichtet, gleichzeitig wurde die Kapazität auf 5.300 Zuschauer gesenkt. Mit steigenden Zuschauerzahlen und der Rückkehr vom Veria FC in die griechische Super League wurde 2007 der Bau einer Nord- und Südtribüne genehmigt. Nach Abschluss der Bauarbeiten fasste das Stadion bei Fußballspielen nun 7.000 Zuschauer. Im Hinblick auf die Ausrichtung der U-19-Fußball-Europameisterschaft 2015 wurden im Jahr 2013 verschiedene Bereiche des Stadions verbessert und renoviert, auch, damit künftig höhergestellte Veranstaltungen in Veria stattfinden können.

## Veranstaltungen
Das meistbesuchte Spiel im Veria-Stadion war das Duell des Veria FC gegen das Team Doxa Dramas am 14. April 1970. Das Spiel verfolgten 10.135 Zuschauer, viele auch ohne Eintrittskarten. Im Juli 2015 war das Veria-Stadion Gastgeber einiger Spiele der U-19-Fußball-Europameisterschaft 2015. Die UEFA wählte das Stadion als einen von drei Spielorten für das Turnier aus, gespielt wurden in Veria vier Spiele der Gruppenphase.